# Пиперево
Пиперево (болг. Пиперево) — село в Болгарии. Находится в Кюстендилской области, входит в общину Дупница. Население составляет 181 человек.

## Политическая ситуация
Пиперево подчиняется непосредственно общине и не имеет своего кмета.
Кмет (мэр) общины Дупница — Атанас Александров Янев (независимый) по результатам выборов в правление общины.